# Сент-Джеймс (Міссурі)
Сент-Джеймс (англ. St. James) — місто (англ. city) в США, в окрузі Фелпс штату Міссурі. Населення — 3935 осіб (2020).

## Географія
Сент-Джеймс розташований за координатами 38°0′8″ пн. ш. 91°36′48″ зх. д. / 38.00222° пн. ш. 91.61333° зх. д. (38.002356, -91.613372).  За даними Бюро перепису населення США в 2010 році місто мало площу 11,09 км², з яких 11,07 км² — суходіл та 0,02 км² — водойми.

## Демографія
Згідно з переписом 2010 року, у місті мешкало 4216 осіб у 1632 домогосподарствах у складі 1029 родин. Густота населення становила 380 осіб/км².  Було 1767 помешкань (159/км²).
Расовий склад населення:
| - 96,1 % — білих - 0,9 % — чорних або афроамериканців - 0,7 % — корінних американців - 0,3 % — азіатів |

До двох чи більше рас належало 1,6 %. Частка іспаномовних становила 1,6 % від усіх жителів.
За віковим діапазоном населення розподілялося таким чином: 27,3 % — особи молодші 18 років, 54,0 % — особи у віці 18—64 років, 18,7 % — особи у віці 65 років та старші. Медіана віку мешканця становила 37,0 року. На 100 осіб жіночої статі у місті припадало 97,0 чоловіків;  на 100 жінок у віці від 18 років та старших — 85,6 чоловіків також старших 18 років.
Середній дохід на одне домашнє господарство  становив 46 288 доларів США (медіана — 37 708), а середній дохід на одну сім'ю — 53 179 доларів (медіана — 44 773). Медіана доходів становила 34 074 долари для чоловіків та 25 694 долари для жінок. За межею бідності перебувало 19,2 % осіб, у тому числі 25,5 % дітей у віці до 18 років та 9,1 % осіб у віці 65 років та старших.
Цивільне працевлаштоване населення становило 1632 особи. Основні галузі зайнятості: освіта, охорона здоров'я та соціальна допомога — 27,1 %, роздрібна торгівля — 25,5 %, мистецтво, розваги та відпочинок — 13,8 %, виробництво — 9,1 %.